# Bourgogne (metrostation)
Bourgogne is een metrostation aan lijn 2 van de metro van Rijsel, gelegen in het noordoosten van de Franse stad Tourcoing. Het metrostation werd op 27 oktober 2000 geopend en ligt op ongeveer een kilometer van de Belgische grens. Het station is genoemd naar de wijk Bourgogne waar het station in gelegen is.